# Opistognathus dendriticus
Opistognathus dendriticus är en fiskart som först beskrevs av Jordan och Richardson, 1908.  Opistognathus dendriticus ingår i släktet Opistognathus och familjen Opistognathidae. Inga underarter finns listade i Catalogue of Life.